# Contea di Baker (Oregon)
La contea di Baker (in inglese Baker County) è una contea dello Stato dell'Oregon, negli Stati Uniti. La popolazione al censimento del 2000 era di 16 741 abitanti. Il capoluogo di contea è Baker City.

## Geografia
La contea si trova nel nord-est dello Stato, al confine con l'Idaho. Il confine est è costituito dal fiume Snake, che forma l'Hells Canyon. A nord-est si trovano i Monti Wallowa, mentre a nord e ovest si ergono le Blue Mountains. La parte sud e sud-ovest è occupata dai Monti Malheur. La contea era attraversata dall'Oregon Trail.

### Contee confinanti
- Contea di Wallowa - nord-est
- Contea di Adams (Idaho) - est
- Contea di Washington (Idaho) - sud-est
- Contea di Malheur - sud
- Contea di Grant - ovest
- Contea di Union - nord-ovest

## Storia
La contea fu creata da parti della contea di Wasco nel 1862. Fu chiamata così in onore di Edward Baker, uno dei primi senatori dell'Oregon. Nel 1868 Baker City divenne il capoluogo. Il fattore primario per l'insediamento di quest'area fu l'estrazione dell'oro.

## Comuni
Nella contea ci sono le seguenti city:
- Baker City (capoluogo)
- Greenhorn
- Haines
- Halfway
- Huntington
- Richland
- Sumpter
- Unity